# Mount White-Fraser
Mount White-Fraser är ett berg i Kanada.   Det ligger i provinsen British Columbia, i den västra delen av landet, 3 900 km väster om huvudstaden Ottawa. Toppen på Mount White-Fraser är 2 305 meter över havet, eller 503 meter över den omgivande terrängen. Bredden vid basen är 9,6 km.
Terrängen runt Mount White-Fraser är bergig åt nordost, men åt sydväst är den kuperad. Trakten runt Mount White-Fraser är nära nog obefolkad, med mindre än två invånare per kvadratkilometer.. 
Trakten runt Mount White-Fraser är permanent täckt av is och snö.